# 马克斯·约翰逊
马克斯·凯文·约翰逊（英語：Marques Kevin Johnson，1956年2月8日—），美国NBA联盟的前职业篮球运动员。他在1977年的NBA选秀中第1轮第3顺位被密尔沃基雄鹿选中。